# Марі-Аделаїда де Бурбон
Луїза Марія Аделаїда де Бурбон, герцогиня Орлеанська (13 березня 1753 — 23 червня 1821) — донька Луї Жана Марі де Бурбона, герцога Пент'євра та принцеси Марії Терези д'Есте. Після смерті свого брата Луї Олександра, принца Ламбальського, вона стала найбагатшою спадкоємицею у Франції до Французької революції. Вийшла заміж за Луї Філіпа II, герцога Орлеанського, «царевбивцю» Філіпа Егаліте, і була матір'ю останнього короля Франції, Луї Філіпа I. Вона була невісткою Марії-Терези-Луїзи, принцеси Ламбальської, і була останнім членом сім'ї Бурбон-Пент'євр.

## Раннє життя
Марі-Аделаїда народилася 13 березня 1753 року в Готелі Тулуза, сімейній резиденції в Парижі з 1712 року, коли її дід, Луї-Олександр де Бурбон, граф Тулузи, купив його у Луї Феліпо де Ла Врільєра. Вона була молодшою донькою Луї Жана Марі де Бурбона, герцога Пент'євра і його дружини, принцеси Марії Терези д'Есте. Її мати померла під час пологів наступного року. Мадемуазель д'Івуа спочатку, а в дитинстві — до шлюбу — мадемуазель де Пентьєвр (походить від герцогства, успадкованого її батьком). Звертання мадемуазель де Пентьєвр раніше носила її сестра Марія Луїза де Бурбон (1751—1753), яка померла через шість місяців після народження Марі-Аделаїди.

## Освіта
Після народження вона була передана на виховання мадам де Сурсі, і, як це було прийнято для багатьох дівчат із дворянства, вона пізніше виховувалась у монастирі Абатства де Монмартр з видом на Париж, де вона провела дванадцять років. У дитинстві її заохочували брати активну участь у благодійних організаціях, за які її батька стали називати «принцом бідних» Репутація благодійника зробила його популярним у всій Франції, а згодом врятувала під час Революції.

## Шлюб
Після смерті свого брата та єдиного брата, принца де Ламбаля, 8 травня 1768 року, Марі-Аделаїда стала спадкоємицею того, що мало стати найбільшим статком Франції.

Її шлюб із Луї Філіпом Жозефом Орлеанським, герцогом Шартрським, сином герцога Орлеанського, був передбачений раніше, і, хоча герцог Пент'євр бачив у цьому можливість для своєї доньки вийти заміж за Першого Принца Крові Королівської, орлеанці не бажали нового союзу з незаконною гілкою королівської родини. Однак, коли смерть принца де Ламбаль залишила його сестру єдиною спадкоємицею сімейного багатства, зловісну планку на її гербі «не помітили». Хоча Марі-Аделаїда була дуже закохана у свого орлеанського кузена, Людовик XV застеріг Пент'євра від такого шлюбу через репутацію молодого герцога Шартрського як розпусника. Людовик XV також боявся потужних важелів впливу, наданих орлеанській гілці, якщо вона успадкує стан Пентьєвра.
Ти помиляєшся, мій кузене, — сказав Людовік XV Пентьєвру, — у герцога Шартрського погана вдача, погані звички: він розпусник, твоя дочка не буде щаслива. Не поспішайте, чекайте!
Мадемуазель де Пентьєвр була представлена королю 7 грудня 1768 року на церемонії під назвою de nubilité її тіткою по материнській лінії, Марією Фортунатою д'Есте, графинею де ла Марш. Її вітали Людовик XV, дофін та інші члени королівської родини. Того дня вона була охрещена Шарлем Антуаном де Ларош-Аймоном, великим альмоністом Франції, і отримала ім'я Луїза Марія Аделаїда.
Її шлюб із герцогом Шартрським відбувся у Версальському палаці 5 квітня 1769 року на церемонії, на якій були присутні всі принци крові. Шлюбний контракт підписали всі члени королівської родини. Після цього Людовик XV влаштував весільну вечерю, на якій була зібрана вся королівська родина. Мадам де Пентьєвр принесла і без того багатому Орлеанському дому посаг у шість мільйонів ліврів, річний дохід у 240 000 ліврів (згодом збільшений до 400 000) і очікування значно більшого після смерті її батька.

### Графиня де Жанліс

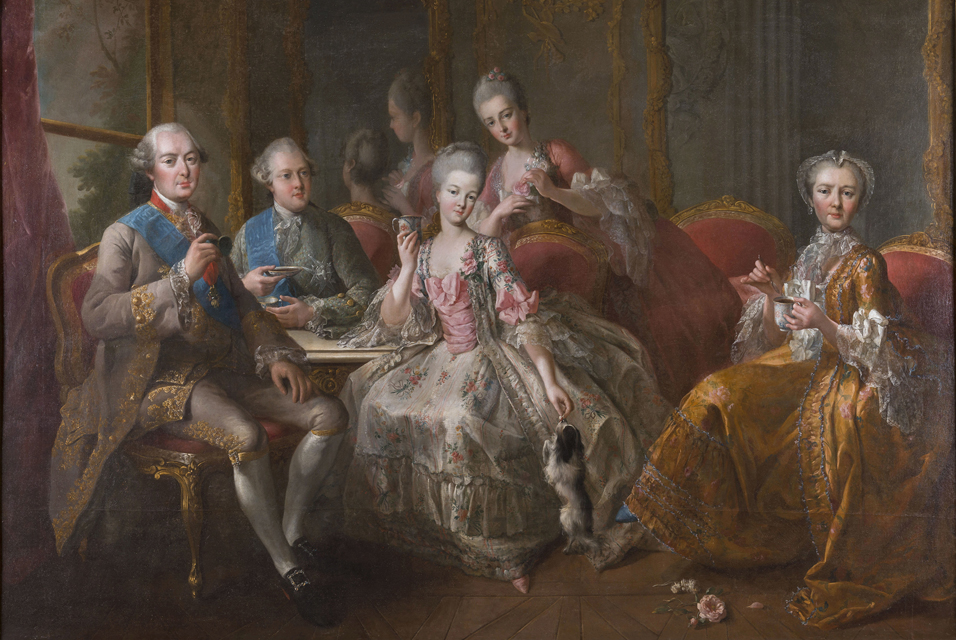
Сім'я герцога Пент'євра, або Чашка шоколаду, картина Жана-Батиста Шарпантьє ле В'є (1768). Зліва направо сидять: герцог де Пент'євр; принц де Ламбаль; принцеса де Ламбаль, графиня Тулузька; стоїть на задньому плані: міс де Пент'євр.

Упродовж перших кількох місяців шлюбу пара здавалася відданою одне одному, але герцог повернувся до розпусного життя, яке він вів до одруження.
Улітку 1772 року, через кілька місяців після того, як його дружина народила мертвонароджену доньку, почався таємний зв'язок Філіпа з однією з її фрейлін, Стефані Фелісіте Дюкрест де Сен-Альбін, графинею де Жанліс, племінницею мадам де Монтессон, морганатичною дружиною батька Філіппа. Спочатку пристрасний, зв'язок охолонув упродовж кількох місяців і навесні 1773 року, як повідомлялося, був «мертвим». Після завершення романтичного роману Фелісіте залишилася на службі у Марі-Аделаїди в Пале-Рояль, надійної подруги як Марі-Аделаїди, так і Філіпа. Вони обоє цінували її розум, і в липні 1779 року вона стала гувернанткою доньок-близнюків пари, які народилися в 1777 році.
У 1782 році молодому Луї Філіппу було дев'ять років, і він потребував дисципліни. Проте герцог Шартрський не міг придумати когось більш кваліфікованого, щоб «передати своїх синів», ніж пані де Женліс. Таким чином вона стала «гувернером» дітей герцога і герцогині де Шартр. Учитель і учні залишили Пале-Рояль і переїхали жити в будинок, побудований спеціально для них на території Couvent des Dames de Bellechasse в Парижі. Пані де Женліс була чудовим учителем, але, як і погляди її колишнього коханця, герцога де Шартр, її ліберальні політичні погляди зробили її непопулярною серед королеви Марії Антуанетти. Поширюючи свої ідеї, де Женліс вдалося віддалити своїх вихованців від матері.

Марі-Аделаїда почала заперечувати проти освіти, яку давала дітям її колишня фрейліна. Стосунки між двома жінками стали нестерпними, коли Луї-Філіп 2 листопада 1790 року, через місяць після свого сімнадцятиріччя, приєднався до революційного Якобінського клубу. Відносини Марі-Аделаїди з її чоловіком також були в найгіршому стані на цей момент, і єдиним способом спілкування між ними були листи. У мемуарах барони д'Оберкірх Марі-Аделаїда описана так:
…завжди меланхолійний вираз, який ніщо не могло вилікувати. Вона іноді посміхалася, ніколи не сміялася…
Після смерті її тестя Луї Філіпа Орлеанського в листопаді 1785 року її чоловік став новим герцогом Орлеанським і Першим принцом крові, отримавши ранг лише після найближчої родини короля. Як дружина принца крові, вона мала право звертатися до нього як Ваша Ясновельможносте, стиль, на який її власна незаконна гілка Бурбонів не мала права.

## Революція
5 квітня 1791 року Марі-Аделаїда залишила свого чоловіка і поїхала жити з батьком у замок де Бізі з видом на Вернон, Ер у Нормандії. У вересні 1792 року, ставши на бік революції, герцог Орлеанський був обраний до Національного конвенту під ім'ям Філіп Егаліте. Схиляючись до радикальної групи під назвою монтаньяри, він із самого початку був підозрілим в очах жирондистів, які хотіли, щоб усі Бурбони були вигнані із Франції. Доля сім'ї Орлеан була вирішена, коли старший син Марі-Аделаїди, герцог де Шартр, «Général Égalité» в армії Півночі під командуванням Шарля Франсуа Дюмур'є, попросив політичного притулку в австрійців у березні 1793 року. 6 квітня всі члени родини Орлеан, які ще залишалися у Франції, були заарештовані. Після арешту в Парижі Філіп Егаліте та його син, граф де Божоле, були ув'язнені у в'язниці де l'Abbaye в Парижі.
Пізніше обох перевели до в'язниці Форт-Сен-Жан у Марселі, де незабаром до них приєднався герцог де Монпансьє, якого заарештували, коли він служив офіцером в Альпійській армії. За день до того, як його батька та братів заарештували у Франції, герцог де Шартрський поспішив до Турне, поблизу французького кордону, де його сестра Аделаїда та пані де Женліс жили відтоді, як Філіп Егаліте змусив їх емігрувати в листопаді 1792 року. Герцог де Шартр супроводжував їх у безпечне місце до Швейцарії. Тим часом через слабке здоров'я Марі-Аделаїді дозволили залишитися у Франції під охороною в замку Бізі, де місяць тому помер її батько. Однак її спадок було конфісковано революційним урядом. Незважаючи на те, що він проголосував за смерть свого двоюрідного брата Людовика XVI, короля Франції, і засудив втечу свого сина, Філіп Егаліте був гільйотинований 6 листопада 1793 року.

## Вдова Егаліте

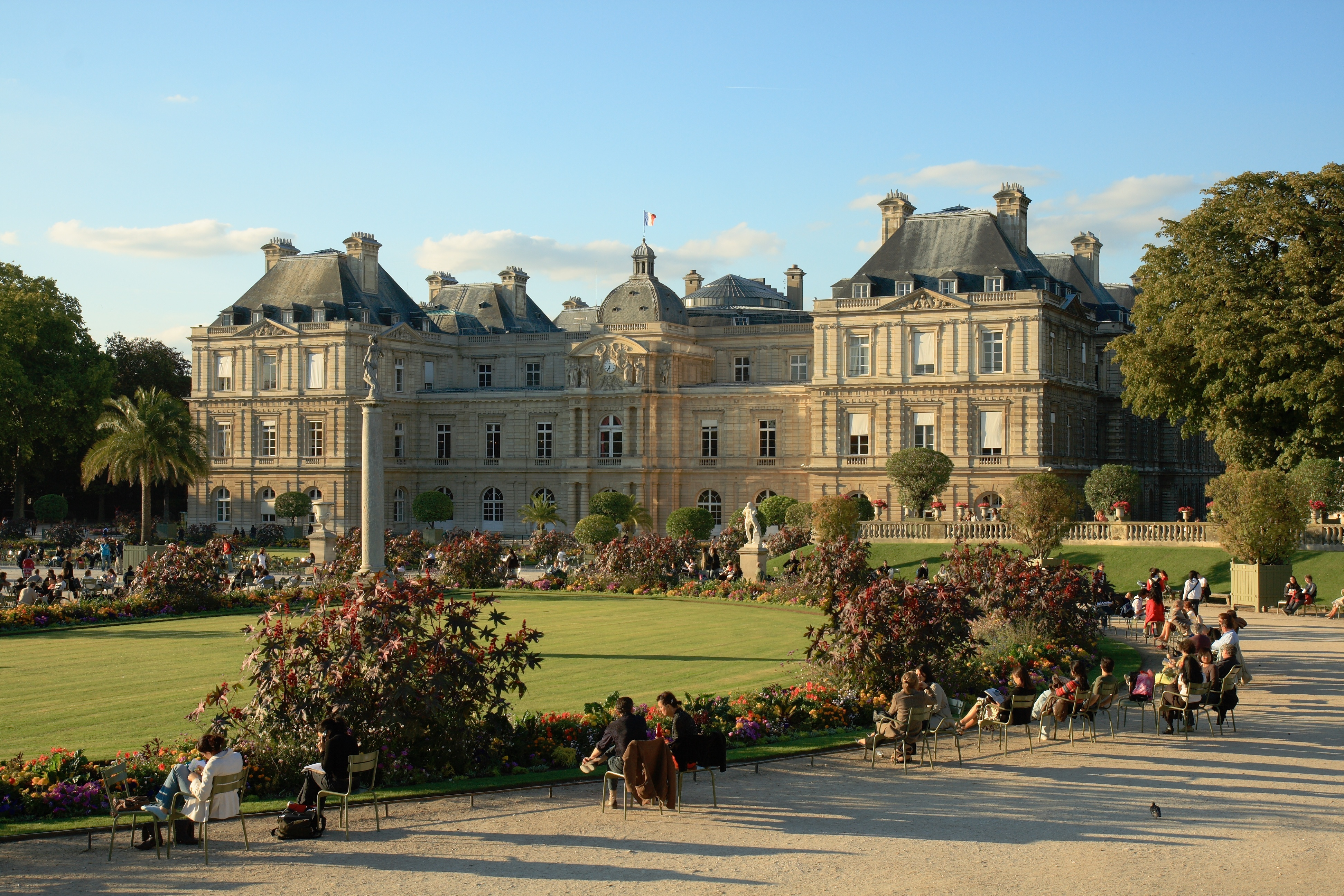
Люксембурзький палац, де Марі-Аделаїда була ув'язнена з листопада 1793 по липень 1794 р.

Після страти свого чоловіка Марі-Аделаїда, тепер відома як «Veuve Égalité» («Вдова Егаліте»), була ув'язнена в Люксембурзькому палаці, який під час Революції було перетворено на в'язницю. Там вона зустріла чоловіка, який став «любов'ю всього її життя», колишнього члена Національного конвенту на ім'я Жак-Марі Рузе, який був ув'язнений під час падіння жирондистів. Ледь не страчена перед падінням Робесп'єра, у липні 1794 року наприкінці правління терору, її перевели до «пансіону Бельомм», колишнього психіатричного закладу, який під час революції перетворили на «в'язницю для багатих».
Після того, як Рузе, який після звільнення став членом Ради п'ятисот, зумів у 1796 році добитися звільнення її та двох її синів, які все ще перебували у в'язниці в Марселі, вони завжди залишалися разом і жили в Парижі до 1797 року, коли декретом було вигнано решту членів дому Бурбонів із Франції. Марі-Аделаїда була вислана до Іспанії, як і її невістка Батильда Орлеанська, остання принцеса де Конде. Рузе супроводжував їх до іспанського кордону і зумів таємно приєднатися до них у Барселоні, де він став її канцлером, а вона отримала для нього титул графа де Фольмонт.
Марі-Аделаїда більше ніколи не побачить своїх двох молодших синів, Монпансьє та Божоле, які померли у вигнанні до Реставрації Бурбонів 1814 року. Вона, Рузе та орлеанці, заслані в Іспанію, повернулися до Франції в 1814 році під час першої Реставрації Бурбонів. Після судових суперечок, які тривали аж до її смерті, більшу частину її спадщини було повернуто. Вона померла у своєму замку в Іврі-сюр-Сен 23 червня 1821 року після боротьби з раком грудей. Рузе помер дев'ять місяців тому, 25 жовтня 1820 року, і вона поховала його в новій сімейній каплиці, яку побудувала у Дре в 1816 році, як місце останнього спочинку для двох сімей, Бурбон-Пент'євр і Орлеан.
Оригінальний сімейний склеп Бурбонів-Пент'єврів у Колегії Сент-Етьєн де Дре був порушений під час революції, а тіла разом кинуті в могилу на кладовищі Шануан у Колегії. Вона була похована в новій каплиці, яка після сходження на престол її сина Луї Філіпа була розширена, прикрашена та перейменована на Chapelle royale de Dreux, ставши некрополем теперішньої королівської родини Орлеанів. Марія Аделаїда не дожила до того, як її син Луї Філіпп став королем Франції в 1830 році.

## Культурні посилання
У фільмі 2006 року «Марія Антуанетта» Марі-Аделаїда відіграла другорядну роль, яку виконала актриса Аврора Клеман.

## Нащадки
У пари було шестеро дітей:

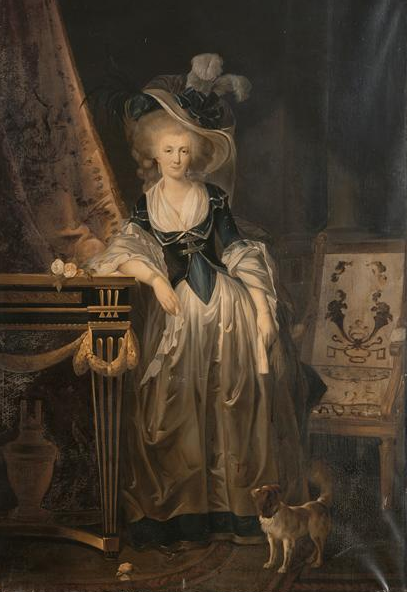
Герцогиня Шартрська, Шарль Лепентр, 1786 р.

1. Дочка (померла при народженні 10 жовтня 1771 р.)
2. Луї Філіп Орлеанський (майбутній король Франції Луї Філіп I), (Пале-Рояль, 1773—1850, Клермонт) Герцог Валуа (1773—1785) ** Герцог Шартрський (1785—1793) Герцог Орлеанський (1793—1830) одружився з Марією Амалією з Неаполя і мав дітей.
3. Луї Антуан Філіпп Орлеанський, герцог Монпансьє, (Пале-Рояль, 1775—1807, Солтгілл),
4. Франсуаза Орлеанська, мадемуазель Орлеанська (Пале-Рояль, 1777—1782, Пале-Рояль), сестра-близнюк (унизу),
5. Луїза Марія Аделаїда Ежені Орлеанська, мадемуазель де Шартр (Пале-Рояль, 1777—1847, Палац Тюїльрі) ніколи не була заміжня.
6. Луї Шарль Альфонс Леодгард Орлеанський, граф Божоле (Пале-Рояль, 1779—1808, Мальта) ніколи не був одружений.

## Картина
Напередодні Французької революції, у 1789 році, її намалювала Елізабет-Луїза Віже-Ле Брен, улюблена портретистка королеви Марії Антуанетти. Картина мала назву «Мадам герцогиня Орлеанська». Віже-Ле Брен використала в позі меланхолію самотньої герцогині. Одягнена в білий одяг, нагадуючи про її відвертість, голова герцогині підтримувана піднятою рукою. Вона зображена з млявим, сумним виразом обличчя. Під грудьми медальйон Веджвуда, який Колін Ейслер ідентифікував як «Бідна Марія», що, ймовірно, є посиланням на життя герцогині, що пізніше було знищено через революцію. Зараз картина зберігається у Версальському палаці. Ще одна копія зберігається в музеї Лоншана в Марселі. У Версалі є третя копія, яка була неправильно описана як репліка.